# Grand Prix Formule 1 van Australië 2021
De Grand Prix Formule 1 van Australië 2021 zou worden gehouden op 21 maart op het Albert Park Street Circuit. Op 12 januari 2021 werd de kalender gewijzigd naar aanleiding van de coronapandemie, waarbij de race op 21 november verreden zou worden.
Op 6 juli 2021 is deze race voor het seizoen 2021 definitief afgelast vanwege coronabeperkingen.